# برنامه‌های پنج‌ساله کره جنوبی
برنامه‌های پنج‌سالهٔ کره جنوبی (به کره‌ای: 경제사회발전 5개년계획, 經濟社會發展5個年計劃) پروژه‌های توسعهٔ اقتصادی این کشور بودند.

## سابقه
کره شمالی و کره جنوبی هر دو از جنگ کره (۱۹۵۰-۵۳) جان سالم به در بردند. کره جنوبی پس از جنگ جهانی دوم به شدت به ایالات متحده وابسته بود تا اینکه یک کودتا در ۱۹۶۱ در این کشور روی داد. در همان سال تیمسار پارک چونگ هی قدرت را در دست گرفت و تصمیم گرفت کشور را با تکیه به برنامه‌های پنج‌ساله خودکفا کند.

## برنامه‌های پنج‌ساله
این برنامه‌ها به منظور افزایش ثروت در کره جنوبی و تقویت ثبات سیاسی طراحی شده بودند. در طول این برنامه‌های پنج‌ساله سیاست کره جنوبی از صنعتی‌سازی جایگزین واردات به رشد صادرات محور تغییر کرد. از میان برنامه‌های یادشده سه برنامه تحت مدیریت هیئت برنامه‌ریزی اقتصادی که یک سازمان دولتی تازه‌تأسیس بود نوشته شدند.

### ۱۹۶۲ تا ۱۹۶۶
هدف برنامهٔ نخست توسعهٔ صنعت نیروی برق و زغال سنگ بود. در این حرکت تأکید بر ایجاد زیرساخت محکم برای تولید محصولات کشاورزی، صادرات، تصفیهٔ تراز پرداخت‌ها و تشویق پیشرفت‌های فناورانه بود.
اقتصاد کره جنوبی در این دوره ۷٫۸٪ رشد اقتصادی کرد و بدین ترتیب از حد انتظار هم بالاتر رفت. درآمد ناخالص ملی هم در این دوره از ۸۳ دلار به ۱۲۵ دلار رسید.

### ۱۹۶۷ تا ۱۹۷۱
در برنامهٔ دوم قرار بر این بود تا کره جنوبی به سمت صنایع سنگین حرکت کند و بتواند در بازارهای جهانی به رقابت بپردازد. این اهداف در همهٔ برنامه‌های بعدی هم ادامه پیدا کرد. صنایع مبتنی بر فولاد و پتروشیمی شدند و بزرگراه‌های اصلی برای ترابری آسان‌تر در این دوره ساخته شدند.
گشایش ارتباط چین و آمریکا در سال ۱۹۷۲ باعث شد تا کالاها و خدمات کره جنوبی وارد بازار رقابتی‌تری شوند. در این زمان کره جنوبی می‌ترسید که دیگر آمریکا از آن دفاع نظامی نکند.

### ۱۹۷۲ تا ۱۹۷۶
پارک چونگ هی سومین برنامه پنج‌ساله کره را پیاده ساخت. این برنامه به نام برنامه صنعتی‌سازی صنایع سنگین و شیمیایی و با لقب «جهش بزرگ» معروف شد. دولت برای گسترش صنایع یادشده اقدام به استقراض سنگین از خارج کرد و حاضر نشد از سرمایه‌گذاری مستقیم استفاده کند تا بدین ترتیب طرح‌ها را بر اساس دیدگاه خود هدایت نماید.

### ۱۹۷۷ تا ۱۹۸۱
درآمد ناخالص ملی در زمان اجرای برنامه چهارم کره در سال ۱۹۷۷ به ۱٬۰۰۰ دلار رسیده بود. با این حال افزایش قیمت کالاها، سفته‌بازی در بازار ملک، عدم وجود نیازهای اساسی و غیره در سال ۱۹۸۱ باعث شد تا مشکلاتی که در این برنامه پیش‌بینی نشده بودند بروز کنند. وقوع دومین شوک نفتی در ۱۹۷۹ باعث شد اقتصاد کره شرایط سخت‌تری را تجربه کند. در ۱۹۸۰ خیزش گوانگجو، ناآرامی‌های سیاسی، پیش‌بینی‌های بدبینانه و اهداف محقق‌نشده دست به دست هم دادند تا نخستین رکورد منفی اقتصاد کره جنوبی رقم بخورد.

### ۱۹۸۲ تا ۱۹۸۶
هدفِ پنجمین برنامه توسعه اقتصادی و اجتماعی کره تغییر جهت از صنایع سنگین و شیمیایی به صنایع فناورانه همچون ماشین‌آلات دقیق، اطلاعات، ابزارهای الکترونیک (مثل تلویزیون، دستگاه ضبط و پخش ویدئو و محصولات مرتبط با نیم‌رساناها) بود. قرار شد توجه بیشتری به ساخت محصولاتی با فناوری بالاسطح بشود تا بتوان در بازارهای جهانی موفق بود.

### ۱۹۸۷ تا ۱۹۹۱
ششمین برنامه توسعه کره جنوبی بیش از هر چیز بر اهداف برنامهٔ پیشین تأکید داشتند. دولت قصد داشت سرعت آزادسازی واردات را افزایش دهد و محدودیت‌های مختلف غیرتعرفه‌ای بر واردات را بردارد. هدف از این کار کاهش اثرات منفی گسترش پولی و تأخیر در تغییرات ساختاری صنعت بود که می‌توانستند بواسطهٔ مازاد هنگفت منابع ایجاد شوند. دولت متعهد شد کمک‌های مستقیم به صنایع خاص را به تدریج متوقف کند و به جای آن به آموزش نیروی انسانی و گسترش تحقیق و توسعه در صنایع بویژه صنایع کوچک و متوسط بپردازد. این بخش‌ها پیش از آن مورد توجه هیچ یک از دولت‌ها نبودند. دولت متعهد شده بود با افزایش سهم تحقیق و توسعه از ۲٫۴٪ از درآمد ناخالص داخلی به ۳٪ در ۱۹۹۱ به رشد علم و فناوری در کره سرعت ببخشد.

### ۱۹۹۲ تا ۱۹۹۶
اهداف برنامهٔ پنج‌سالهٔ هفتم در سال ۱۹۸۹ تهیه شد. اهم این اهداف توسعهٔ صنایع فناوری سطح‌بالا مثل ریز الکترونیک، مواد جدید، مواد شیمیایی ظریف، زیست‌فناوری، اپتیک و هوافضا بود. قرار شد دولت و صاحبان صنایع با همکاری یکدیگر تأسیساتی در هفت شهر از استان‌های مختلف ایجاد کنند تا توزیع جغرافیایی صنایع در کره جنوبی بهبود یابد.